# Mazarrón CF
Mazarrón CF is een Spaanse voetbalclub uit Mazarrón in de regio Murcia. De clubs speelt vanaf het seizoen 2008/2009 in de Tercera División. Thuisstadion is het Estadio Municipal de Mazarrón, dat 3.500 plaatsen heeft.

## Geschiedenis
Mazarrón CF werd opgericht in 1930. De eerste vijftig jaar van het bestaan was de club actief in de regionale divisies totdat in 1982 promotie naar de Tercera División werd behaald. In 2007 promoveerde Mazarrón CF voor het eerst in de historie naar de Segunda División B. Veel succes had de club niet op het derde Spaanse niveau en in 2008 degradeerde Mazarrón CF weer naar de Tercera División.